# La Lauragaise
La Lauragaise est une entreprise française de conserverie et d'élaboration de produits alimentaires à base de viande, basée à Castelnaudary dans l'Aude. Elle a été créée par Laurent Spanghero à partir de la liquidation judiciaire de l'entreprise Spanghero.

## Historique
La société Spanghero est créée en 1970 à Castelnaudary sous le nom de « Spanghero SA » par Claude et Laurent Spanghero, deux personnalités du rugby à XV français. Elle se spécialise dans l'abattage et reprend l'abattoir municipal de Castelnaudary. Dans les années 1990, la société est gérée par Claude et Guy Spanghero. 
À la fin de la décennie, le groupe Spanghero est fragilisé par la crise de l'agroalimentaire et traverse des difficultés financières. La famille contrôle alors 50,4 % des parts, le reste étant détenu par la coopérative agricole Arterris (33 %) et par Arcadie Sud-Ouest (16,4 %), une filiale de la coopérative basque Lur Berri. En avril 2009, après un an de négociations, le groupe est racheté pour un euro symbolique par Lur Berri. La coopérative, qui injecte 5,4 millions d'euros, devient actionnaire majoritaire avec 90 % des parts de l'entreprise. À l'issue de l'accord, le directeur général Jean-Marc Spanghero conserve son poste. Barthélémy Aguerre, vice-président d'Arcadie Sud-Ouest, prend la direction du conseil d'administration.
Le 19 mars 2013, 57 tonnes de viande de mouton britannique, susceptibles d'avoir été élaborées selon le procédé de V.S.M. (Viande séparée mécaniquement) procédé interdit en Europe pour les bovins, ovins, et caprins, mais autorisé pour les volailles, ont été retrouvées dans les entrepôts de l'entreprise Spanghero de Castelnaudary, le PDG Aguerre plaide une nouvelle fois la tromperie du fournisseur. L'importation de viande ovine britannique n'est pas interdite, ce sont même les premiers fournisseurs de la France (55 % des importations en viandes fraîches), c'est le procédé V.S.M. qui est interdit. Le 22 mars 2013, le directeur de fait de Spanghero, Jacques Poujol, est remercié par les responsables de la maison mère, la coopérative basque Lur Berri. Le 19 avril 2013, l'entreprise ayant subi une baisse de 50 % de son chiffre d'affaires en raison des réductions ou des suspensions de commandes de ses clients et distributeurs, a été placée en liquidation judiciaire, avec poursuite d'activité pour une période de trois mois afin de rechercher un repreneur.
Le 5 juillet 2013, l'entreprise est reprise par Laurent Spanghero et ses deux partenaires financiers, un promoteur immobilier de Narbonne, Jacques Blanc, et la société Investeam. Elle est renommée La Lauragaise, et reprend une activité économique. Le 4 juin 2014, la société est à nouveau mise en redressement judiciaire, avec une période d'observation de six mois, permettant aux dirigeants de trouver un nouveau repreneur ; ce repreneur CA Holding est trouvé le mois suivant,.